# Comité olympique éthiopien
Le Comité olympique éthiopien, (en anglais : Ethiopian olympic committee), est le représentant de l'Éthiopie au Comité international olympique (CIO) ainsi que le fédérateur des fédérations sportives éthiopiennes. Il appartient à l'Association des comités nationaux olympiques d'Afrique et son président est Ashebir Woldegiorgi.

## Histoire
Le comité est fondé en 1948 sous le nom de Confédération nationale des sports d'Ethiopie. Le Comité international olympique reconnaît l'entité en tant que Comité olympique en 1954.
L'Éthiopie participe à ses premiers Jeux olympiques en 1956 à Melbourne.
Le 25 mai 1968, Ydnekatchew Tessema, président de la CNSE, crée un Comité autonome, le Comité olympique éthiopien (COE). Le CNES sera dissous en 1976.

## Présidents
Les présidents du Comité sont :
- 1948 - 1960 : Abeye Abebe[2]
- 1960 - 1967 : Merid Menguecha[2]
- 1967 - ? : Ydnekatchew Tessema
- 1983 - ? : Tsegaw Ayele
- 1989 - ? : Girma Yilma
- ? - ? : Leusesellassie Temano
- ? - ? : Assefo Mamo
- 2004 - 2008 : Dagmawit Girmay Berhane
- 2009 - 2017 : Berhane Kidanemariam Yehdego
- depuis 2017 : Ashebir Woldegiorgis.